# Баньоль-ан-Форе
Баньо́ль-ан-Форе́ (фр. Bagnols-en-Forêt) — коммуна на юго-востоке Франции в регионе Прованс — Альпы — Лазурный берег, департамент Вар, округ Драгиньян, кантон Рокбрюн-сюр-Аржан.
Площадь коммуны — 42,9 км², население — 2146 человек (2006) с выраженной тенденцией к росту: 2565 человек (2012), плотность населения — 60,0 чел/км².

## Население
Население коммуны в 2011 году составляло 2503 человека, а в 2012 году — 2565 человек.
| 1962 | 1968 | 1975 | 1982 | 1990 | 1999 | 2006 | 2008 | 2011 | 2012 |
| ---- | ---- | ---- | ---- | ---- | ---- | ---- | ---- | ---- | ---- |
| 560  | 562  | 682  | 889  | 1274 | 1672 | 2146 | 2283 | 2503 | 2565 |

Динамика населения:

## Экономика
В 2010 году из 1462 человек трудоспособного возраста (от 15 до 64 лет) 981 были экономически активными, 481 — неактивными (показатель активности 67,1 %, в 1999 году — 63,3 %). Из 981 активных трудоспособных жителей работали 879 человек (476 мужчин и 403 женщины), 102 числились безработными (49 мужчин и 53 женщины). Среди 481 трудоспособных неактивных граждан 99 были учениками либо студентами, 205 — пенсионерами, а ещё 177 — были неактивны в силу других причин.
На протяжении 2010 года в коммуне числилось 1020 облагаемых налогом домохозяйств, в которых проживало 2394,5 человека. При этом медиана доходов составила 20 732 евро на одного налогоплательщика.

## Города-побратимы
- Пьеве-ди-Теко, Италия (1990)